# Johan Björner
Johan Björner, född 20 juni 1749 i Herrberga församling, Östergötlands län, död 5 februari 1802 i Östra Ryds församling, Östergötlands län, var en svensk präst.

## Biografi
Johan Björner föddes 1749 i Herrberga församling. Han var son till mjölnaren Lars Björnson och Maria Johansdotter i Öjebro. Björner blev höstterminen 1769 student vid Uppsala universitet och vårterminen 1774 student vid Lunds universitet. Han avlade där magisterexamen 1775 och prästvigdes 18 mars 1775. År 1781 blev han brukspredikant vid Åtvidaberg och avlade 17 december 1783 pastoralexamen. Han blev 17 december 1783 kyrkoherde i Östra Ryds församling, tillträde 1785 och blev 23 december 1799 prost. Björner avled 1802 i Östra Ryds församling och begravdes 14 februari samma år i Östra Ryds kyrka.

### Familj
Björner gifte sig 1785 med Johanna Charlotta Ekenman. Hon var dotter till kommendörkaptenen Israel Ekenman och Catharina Häger på Sålla i Sjögestads församling. De fick tillsammans barnen Israel Björner (1786–1786), Catharina Björner (1788–1832) som var gift med lärftskrämaren Abraham Keyser i Stockholm och Maria Björner (1789–1789).
Björner gifte sig andra gången 3 januari 1794 med Ulrica Egelin (född 1765). Hon var dotter till kyrkoherden Andreas Egelin och Catharina Thollander i Ekebyborna församling.